# Front uni (Pakistan oriental)
Pour les articles homonymes, voir Front uni.
Le Front uni était une coalition de partis politiques du Bengale oriental qui s'est présentée aux premières élections générales provinciales de l'Assemblée législative du Bengale oriental. La coalition était composée de la Ligue musulmane Awami, du Parti Krishak Sramik, du Ganatantri Dal (en) (Parti démocratique) et du Parti Nizam-e-Islam (en). La coalition était dirigée par trois grands dirigeants populistes bengalis - Abul Kasem Fazlul Huq, Huseyn Shaheed Suhrawardy et Maulana Bhashani. L'élection s'est soldée par une défaite écrasante pour la Ligue musulmane. Khaleque Nawaz Khan, ancien dirigeant étudiant du Pakistan oriental, a défait le Premier ministre en exercice du Pakistan oriental, M. Nurul Amin, dans la circonscription de Nandail, dans le district de Mymensingh, et a marqué l'histoire sur la scène politique. La défaite écrasante de Nurul Amin face à un jeune Turc de 27 ans du Front Jukto a effectivement éliminé la Ligue musulmane du paysage politique du Pakistan oriental d'alors. Les partis du Front uni remportent une victoire écrasante et remportent 223 sièges dans l'assemblée de 309 membres. La Ligue Awami est apparue comme le parti majoritaire, avec 143 sièges,
Abul Kasem Fazlul Huq du parti Krishak Praja est devenu ministre en chef du Pakistan oriental après la victoire du Front uni. L'élection a propulsé des dirigeants populaires bengalis au sein du gouvernement fédéral pakistanais, des dirigeants tels que Huseyn Shaheed Suhrawardy et Abul Mansur Ahmed devenant les principaux ministres fédéraux. Au sein du gouvernement provincial, de jeunes leaders tels que Sheikh Mujibur Rahman, Yusuf Ali Chowdhury et Khaleque Nawaz Khan se sont fait connaître.
Le Front uni exigeait une plus grande autonomie provinciale pour le Pakistan oriental. Il a adopté un décret historique pour l'établissement de l'Académie Bangla à Dhaka. Cependant, quelques mois après son arrivée au pouvoir, le nouveau gouvernement élu a été démis de ses fonctions par le gouverneur général Ghulam Muhammad, émettant des accusations de tentative de sécession contre A. K. Fazlul Huq. Le renvoi du Front uni a été un tournant décisif dans l'aggravation des griefs du Pakistan oriental au sein de l'union pakistanaise et a conduit Maulana Bhashani à appeler ouvertement à la séparation et à l'indépendance en 1957, dans son discours « Salaam, Pakistan » (Adieu, Pakistan).

## Programme en vingt et un points
Les objectifs du programme en vingt et un points ont été incorporés dans le manifeste électoral du Front uni, une alliance des partis politiques de l'opposition, pour disputer les élections de l'Assemblée législative du Bengale oriental en 1954 contre le parti alors au pouvoir, la Ligue musulmane. Le Front a été formé le 4 décembre 1953 à l'initiative de AK Fazlul Huq du Parti Krishak Sramik, Maulana Abdul Hamid Khan Bhasani et Huseyn Shaheed Suhrawardy de la Ligue islamique Awami,.
Le programme en 21 points du manifeste électoral adopté par le Front uni se présente comme suit :
1. Reconnaître le bengali comme l'une des langues d'État du Pakistan ;
2. Abolir sans compensation les zamindari et tous les loyers recevant un intérêt foncier, et répartir les terres excédentaires entre les cultivateurs ; réduire le loyer à un niveau équitable et abolir le système de certificat de réalisation du loyer ;
3. nationaliser le commerce du jute et le placer sous le contrôle direct du gouvernement du Bengale oriental, garantir un juste prix du jute aux cultivateurs et enquêter sur les marchandages de jute sous le régime de la Ligue musulmane afin de punir les responsables de ces actes ;
4. Introduire l'agriculture coopérative dans l'agriculture et développer les industries artisanales grâce à des subventions gouvernementales complètes ;
5. Lancer l'industrie du sel (à petite et à grande échelle) pour rendre le Bengale oriental autosuffisant en sel, et enquêter sur l'accumulation de sel sous le régime de la Ligue musulmane pour punir les coupables ;
6. Réhabiliter immédiatement tous les réfugiés pauvres appartenant à la classe des artisans et techniciens ;
7. Protéger le pays des inondations et de la famine en creusant des canaux et en améliorant le système d'irrigation ;
8. Rendre le pays autosuffisant en modernisant les méthodes de culture et d'industrialisation, et garantir les droits des travailleurs conformément à la Convention de l'OIT ;
9. Introduire l'enseignement primaire gratuit et obligatoire dans l'ensemble du pays et veiller à ce que la rémunération et les indemnités des enseignants soient justes ;
10. Restructurer l'ensemble du système éducatif, introduire la langue maternelle comme langue d'enseignement, supprimer la discrimination entre les écoles publiques et privées et transformer toutes les écoles en institutions subventionnées par le gouvernement ;
11. Abroger toutes les lois réactionnaires, y compris celles des universités de Dhaka et Rajshahi, et en faire des institutions autonomes ; rendre l'éducation moins chère et facilement accessible au peuple ;
12. Réduire le coût de l'administration et rationaliser l'échelle des salaires des hauts et des bas salaires des fonctionnaires de l'État. Les ministres ne reçoivent pas plus de 1000 taka en salaire mensuel ;
13. Prendre des mesures pour éradiquer la corruption, le népotisme et les pots-de-vin et, à cette fin, faire l'inventaire des biens de tous les fonctionnaires et hommes d'affaires à partir de 1940 et confisquer tous les biens dont l'acquisition n'est pas justifiée de manière satisfaisante ;
14. Abroger toutes les lois sur la sécurité et la détention préventive et libérer tous les prisonniers détenus sans procès, et juger en audience publique les personnes impliquées dans des activités anti-étatiques ; protéger les droits de la presse et de la tenue de réunions ;
15. Séparer le pouvoir judiciaire de l'exécutif ;
16. Installer la résidence du ministre en chef du Front uni dans une maison moins coûteuse et transformer Burdwan House en foyer d'étudiants, maintenant et plus tard, en institut de recherche sur la langue et la littérature Bangla ;
17. Ériger un monument à la mémoire des martyrs du Mouvement de la Langue sur les lieux où ils ont été abattus, et verser une compensation aux familles des martyrs ;
18. Déclarer le 21 février " Journée du Shaheed " et en faire un jour public ;
19. La résolution de Lahore proposait l'autonomie totale du Bengale oriental en laissant la défense, les affaires étrangères et la monnaie sous le gouvernement central. En matière de défense, des dispositions seront prises pour établir le quartier général de l'armée dans l'ouest du Pakistan et le quartier général de la marine dans l'est du Bengale et pour établir des usines d'armement au Bengale oriental, et pour transformer la force Ansar en une véritable milice équipée d'armes ;
20. Le Ministère du Front uni ne prolongera en aucun cas le mandat de l'Assemblée législative et démissionnera six mois avant les élections générales pour faciliter la tenue d'élections libres et régulières sous l'égide d'une Commission électorale ;
21. Toutes les vacances occasionnelles à l'Assemblée législative doivent être comblées par des élections partielles dans les trois mois suivant les vacances, et si les candidats du Front sont défaits lors de trois élections partielles successives, le ministère démissionne de ses fonctions.
Aux élections de l'Assemblée législative du Bengale oriental tenues en mars 1954, le Front uni a remporté 223 sièges sur 237 sièges musulmans, alors que la Ligue musulmane au pouvoir n'a obtenu que 9 sièges.